# Semons
Semons is een plaats en voormalige gemeente in het Franse departement Isère in de regio Auvergne-Rhône-Alpes en telt 291 inwoners (1999). De plaats maakt deel uit van het arrondissement Vienne.

## Geschiedenis
Semons is op 1 januari 2019 gefuseerd met de gemeenten Arzay, Commelle en Nantoin tot de gemeente Porte-des-Bonnevaux. 

## Geografie
De oppervlakte van Semons bedraagt 10,4 km², de bevolkingsdichtheid is 28,0 inwoners per km².
De onderstaande kaart toont de ligging van Semons met de belangrijkste infrastructuur en aangrenzende gemeenten.

## Demografie
Onderstaande figuur toont het verloop van het inwonertal.